# Manuel Fortuna
Elpidio Manuel Fortuna Lara (Santo Domingo, 23 de marzo de 1985), más conocido como Manuel Fortuna, es un jugador de baloncesto dominicano que actualmente juega con los Leones de Santo Domingo de la Liga Nacional de Baloncesto de la República Dominicana. También representa a la República Dominicana en las competiciones internacionales.

## Trayectoria deportiva

### Profesional
Fortuna jugó con los Panteras del Distrito Nacional de la Liga Dominicana de Baloncesto (Lidoba) desde 2005 hasta 2008, ya que la liga no hizo la competición de 2009. Con los Panteras, Fortuna fue Subcampeón de la liga en 2005 y 2007. En 2010, la liga cambió de imagen y pasó a ser nombrado como la Liga Nacional de Baloncesto de la República Dominicana. La franquicia de los Panteras cambiaron de propietarios y fueron renombrado con el nombre de los Leones de Santo Domingo. En la temporada de 2010, Fortuna promedió 16,8 puntos, 4,7 rebotes y 3,0 asistencias por partido, a pesar de sus esfuerzos los Leones quedaron eliminados de los playoffs.
En la siguiente temporada, Fortuna sólo disputó 8 partidos promediando 8,9 puntos por partido. Los Leones clasificaron a los playoffs con un récord de 13-7. En la postemporada, Los Leones se enfrentaron a los Reales de La Vega en las semifinales de la liga, Los Leones derrotaron a los Reales 3-1 avanzando a las Finales de la LNB. Ya en las Finales de la LNB, los Leones derrotaron 4-2 a los Cocolos de San Pedro de Macorís proclamándose campeones de la Liga Nacional de Baloncesto de la República Dominicana. En la serie final, Fortuna promedió 12,8 puntos, 3,8 rebotes y 4,5 asistencias por partido.
En la temporada de 2012, disputó 18 partidos de la serie regular promediando 17,8 puntos, 3,7 rebotes y 3,8 asistencias en 33,1 minutos por partido, a pesar de sus esfuerzos los Leones de Santo Domingo quedaron descalificados de los playoffs al registrar un récord negativo de 8-12. Al finalizar la temporada, Fortuna fue elegido Mejor Jugador Defensivo de la temporada de 2012.
En noviembre de 2012, firmó con los Leones de Ponce de la liga de Baloncesto Superior Nacional de Puerto Rico para la temporada de 2013. En la temporada de 2013 con los Leones de Ponce, Fortuna fue titular en 30 de 38 partidos. Fortuna y los Leones de Ponce finalizaron la temporada de 2013 como subcampeones de la liga. En 38 partidos, Fortuna promedió 9,4 puntos, 3,1 rebotes, 2,6 asistencias y 2 robos por partido. Después de la temporada con los Leones de Ponce, Fortuna regresó a la República Dominicana para disputar la temporada 2013 con los Leones de Santo Domingo. Con los Leones de Santo Domingo, disputó 14 partidos de la serie regular promediando 17,6 puntos, 3,4 rebotes y 3,4 asistencias por partido, por segunda temporada consecutiva los Leones de Santo Domingo quedaron descalificado de los playoffs al registrar un récord de 9-11.
En la temporada de 2014, Fortuna disputó los 20 partidos de la serie regular de los Leones en los que promedió 18,0 puntos, 3,8 rebotes y 2,9 asistencias, mientras lideró al equipo a un récord de 13-7 finalizando la serie regular como segundo del circuito sur y clasificando para los playoffs después de dos años consecutivos eliminados de la postemporada. En los playoffs, los Leones de Santo Domingo fueron eliminados por los Titanes del Licey en las semifinales de la postemporada por 1-3. En los 4 partidos de la postemporada, Fortuna promedió 11,8 puntos, 3,3 rebotes y 2,5 asistencias por partido.

## Internacional
En 2006, Fortuna hizo su debut con la Selección nacional de baloncesto de la República Dominicana en el Centrobasket 2006 en la ciudad de Panamá, donde finalizaron en quinto lugar. Después participó en los Juegos Centroamericanos y del Caribe de 2006 en Colombia, donde lograron la medalla de bronce.
En 2007, Fortuna participó en el Campeonato CBC de 2007 en Puerto Rico. En este evento, Fortuna fue uno de los más destacado del equipo al promediar 10,8 puntos, 1,3 rebotes y 1,7 robos por partido. La Selección de la República Dominicana ganó la medalla de plata además de clasificarse para el Centrobasket 2008.
En 2008, fue parte del seleccionado que participó en el Centrobasket 2008 en México. En este evento, Fortuna fue compañero de las dos estrellas dominicanas, Al Horford y Francisco García. Fortuna ayudó a la Selección de la República Dominicana a ganar la medalla de bronce.
En 2010, disputó el Centrobasket 2010 en Santo Domingo, República Dominicana. En 6 partidos, promedió 11,7 puntos, 2,7 rebotes, 2,2 asistencias y 1,5 robos por partido mientras ayudó a la Selección de la República Dominicana a ganar la medalla de plata al finalizar en segundo lugar. Tras sus esfuerzos en el Centrobasket 2010, Fortuna formó parte de la selección que disputó los Juegos Centroamericanos y del Caribe de 2010 en Mayagüez, Puerto Rico. En este evento, la selección nacional finalizó en tercer lugar haciéndose con la medalla de bronce.
En 2011, Fortuna participó en el Campeonato FIBA Américas de 2011 en Mar de Plata, Argentina. En este evento la selección dominicana logró la medalla de bronce, pero no logró una plaza para los Juegos Olímpicos de Londres 2012 ya que solo había dos plazas disponibles para el torneo.
En 2012, fue parte de la selección que disputó el Centrobasket 2012 en Hato Rey, Puerto Rico. La selección dirigida por John Calipari se proclamó campeón del torneo haciéndose con la medalla de oro. Después de su actuación en el Centrobasket 2012, Fortuna fue parte de la selección que disputó el Torneo Preolímpico FIBA 2012 en Caracas, Venezuela. La Selección de la República Dominicana buscaba un boleto hacia los Juegos Olímpicos de Londres 2012 para hacer su primera participación, pero la Selección de Nigeria ganó el puesto al derrotar a la selección dominicana por 88-73 en la segunda ronda del torneo.
En 2013, participó en el Campeonato FIBA Américas de 2013 en Caracas, Venezuela. En este torneo, la selección dominicana finalizó en cuarto lugar clasificando para el Campeonato Mundial de Baloncesto de 2014 por primera vez desde 1978.
En 2014, disputó el Campeonato Centrobasket 2014 en Nayarit, México. En el campeonato, Fortuna promedió 8,3 puntos, 2,3 rebotes, 3,0 asistencias y 1,8 robos por partido mientras ayudó a la selección a lograr la medalla de bronce. Después de su participación en el Centrobasket 2014, Fortuna fue parte de la selección que participó en la Copa del Mundo FIBA 2014. La Selección de la República Dominicana no había participado en el mundial desde hace 36 años. En la copa del mundo, el seleccionado dirigido por Orlando Antigua avanzó hasta la segunda ronda donde fueron eliminados finalizando el evento en la decimotercera posición y ascendiendo al puesto número 20 del Ranking Mundial FIBA.